# Hertsa (Ucrânia)
Hertsa (em ucraniano:  Ге́рца; em romeno:  Herța) é uma cidade da Ucrânia, situada no Oblast de Chernivtsi. Tem 3,2 km² de área e sua população em 2020 foi estimada em 2.102 habitantes.